# Jodis micra
Jodis micra är en fjärilsart som beskrevs av W. Warren 1897. Jodis micra ingår i släktet Jodis och familjen mätare. Inga underarter finns listade i Catalogue of Life.